# Liste der Nummer-eins-R&B-Alben in den USA (1981)
Dies ist eine Liste der Nummer-eins-Alben in den von Billboard ermittelten Verkaufscharts für R&B-Alben in den USA im Jahr 1981. In diesem Jahr gab es elf Nummer-eins-Alben.
| ← 1980 ← | Liste der Nummer-eins-R&B-Alben in den USA | Liste der Nummer-eins-R&B-Alben in den USA | Liste der Nummer-eins-R&B-Alben in den USA | 1982 →                    |
| \| Zeitraum \| Wo. ges. \| Interpret \| Titel \| Zusätzliche Informationen \| \| (Zeitraum, Wochen auf Platz eins, Interpret, Titel, zusätzliche Informationen) \| \| \| \| \| \| ------------------------------------------------------------------------------ \| -------- \| ---------------------------- \| --------------------------- \| ------------------------- \| \| 27. Dezember 1980 – 20. Februar 1981 8 Wochen (insgesamt 13) \| 13 \| Stevie Wonder \| Hotter than July[1] \| – \| \| 21. Februar 1981 – 6. März 1981 2 Wochen (insgesamt 2) \| 2 \| The GAP Band \| The Gap Band III[2] \| – \| \| 7. März 1981 – 20. März 1981 2 Wochen (insgesamt 2) \| 2 \| Yarbrough and Peoples \| The Two of Us[3] \| – \| \| 21. März 1981 – 17. April 1981 4 Wochen (insgesamt 6) \| 6 \| The GAP Band \| The Gap Band III \| – \| \| 18. April 1981 – 22. Mai 1981 5 Wochen (insgesamt 5) \| 5 \| Smokey Robinson \| Being with You[4] \| – \| \| 23. Mai 1981 – 5. Juni 1981 2 Wochen (insgesamt 2) \| 2 \| Raydio feat. Ray Parker, Jr. \| A Woman Needs Love[5] \| – \| \| 6. Juni 1981 – 23. Oktober 1981 20 Wochen (insgesamt 20) \| 20 \| Rick James \| Street Songs[6] \| – \| \| 24. Oktober 1981 – 6. November 1981 2 Wochen (insgesamt 2) \| 2 \| Al Jarreau \| Breakin’ Away[7] \| – \| \| 7. November 1981 – 13. November 1981 1 Woche (insgesamt 1) \| 1 \| Roger \| The Many Facets of Roger[8] \| – \| \| 14. November 1981 – 20. November 1981 1 Woche (insgesamt 1) \| 1 \| Luther Vandross \| Never Too Much[9] \| – \| \| 21. November 1981 – 27. November 1981 1 Woche (insgesamt 1) \| 1 \| Kool & the Gang \| Something Special[10] \| – \| \| 28. November 1981 – 25. Dezember 1981 4 Wochen (insgesamt 4) \| 4 \| Earth, Wind and Fire \| Raise![11] \| – \| |                                            |                                            |                                            |                           |
| ← 1980 |                                            |                                            |                                            | → 1982 →                  |
| Zeitraum | Wo. ges.                                   | Interpret                                  | Titel                                      | Zusätzliche Informationen |
| (Zeitraum, Wochen auf Platz eins, Interpret, Titel, zusätzliche Informationen) |                                            |                                            |                                            |                           |
| 27. Dezember 1980 – 20. Februar 1981 8 Wochen (insgesamt 13) | 13                                         | Stevie Wonder                              | Hotter than July                           | –                         |
| 21. Februar 1981 – 6. März 1981 2 Wochen (insgesamt 2) | 2                                          | The GAP Band                               | The Gap Band III                           | –                         |
| 7. März 1981 – 20. März 1981 2 Wochen (insgesamt 2) | 2                                          | Yarbrough and Peoples                      | The Two of Us                              | –                         |
| 21. März 1981 – 17. April 1981 4 Wochen (insgesamt 6) | 6                                          | The GAP Band                               | The Gap Band III                           | –                         |
| 18. April 1981 – 22. Mai 1981 5 Wochen (insgesamt 5) | 5                                          | Smokey Robinson                            | Being with You                             | –                         |
| 23. Mai 1981 – 5. Juni 1981 2 Wochen (insgesamt 2) | 2                                          | Raydio feat. Ray Parker, Jr.               | A Woman Needs Love                         | –                         |
| 6. Juni 1981 – 23. Oktober 1981 20 Wochen (insgesamt 20) | 20                                         | Rick James                                 | Street Songs                               | –                         |
| 24. Oktober 1981 – 6. November 1981 2 Wochen (insgesamt 2) | 2                                          | Al Jarreau                                 | Breakin’ Away                              | –                         |
| 7. November 1981 – 13. November 1981 1 Woche (insgesamt 1) | 1                                          | Roger                                      | The Many Facets of Roger                   | –                         |
| 14. November 1981 – 20. November 1981 1 Woche (insgesamt 1) | 1                                          | Luther Vandross                            | Never Too Much                             | –                         |
| 21. November 1981 – 27. November 1981 1 Woche (insgesamt 1) | 1                                          | Kool & the Gang                            | Something Special                          | –                         |
| 28. November 1981 – 25. Dezember 1981 4 Wochen (insgesamt 4) | 4                                          | Earth, Wind and Fire                       | Raise!                                     | –                         |